# Fala grawitacyjna (mechanika cieczy)

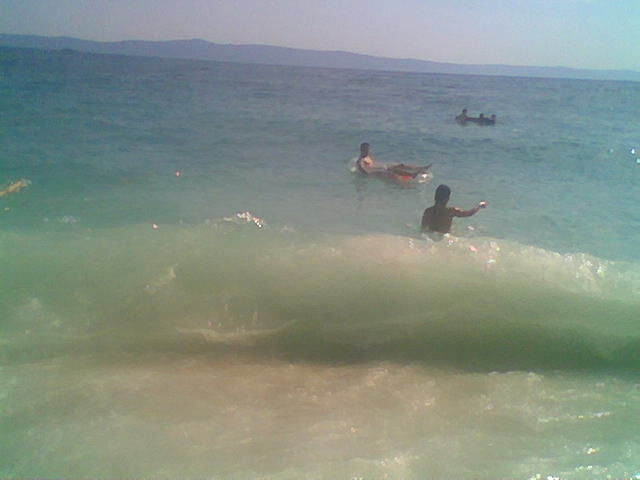
Powierzchniowa fala grawitacyjna załamująca się na plaży.

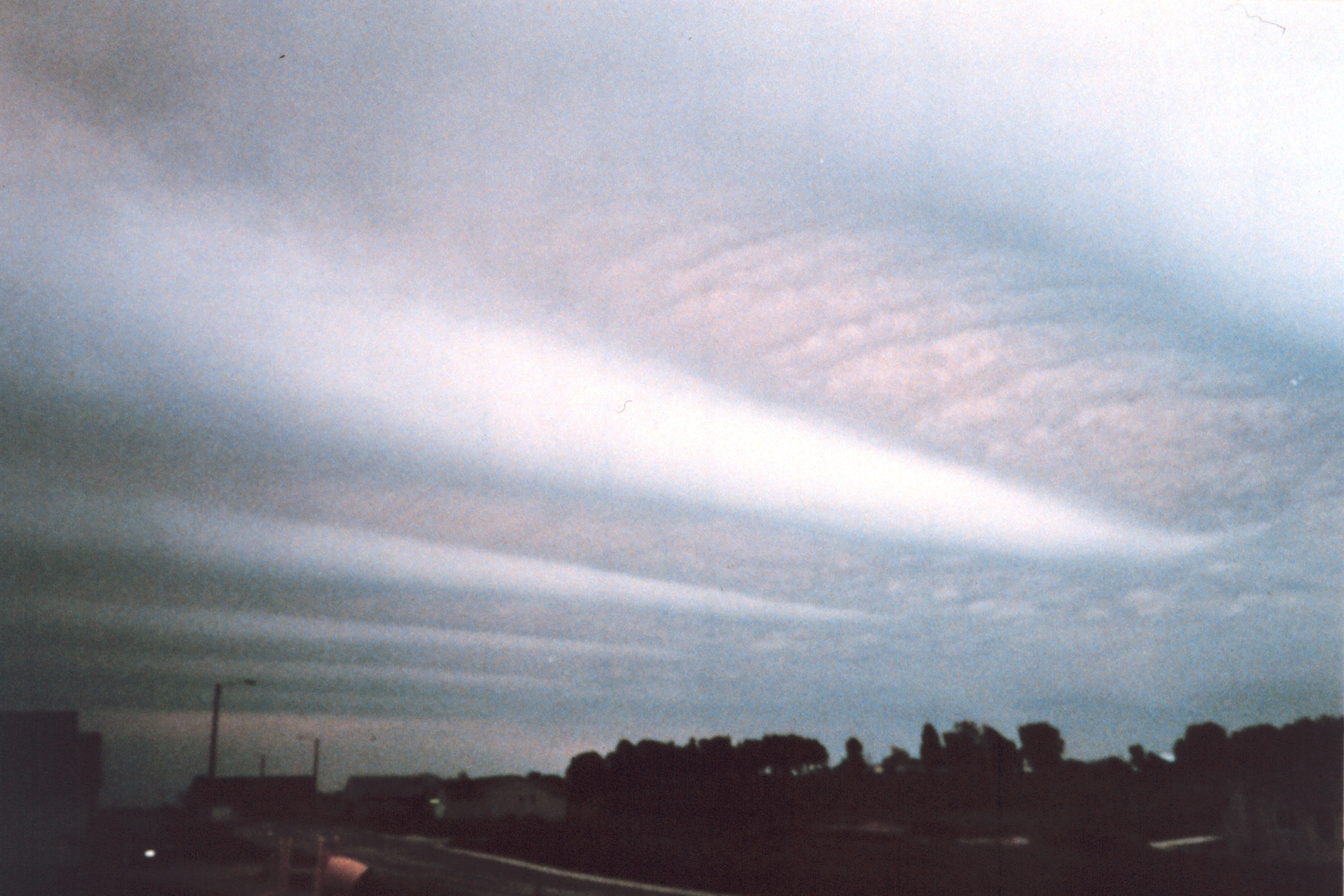
Chmury falowe Theresa (Wisconsin), USA.

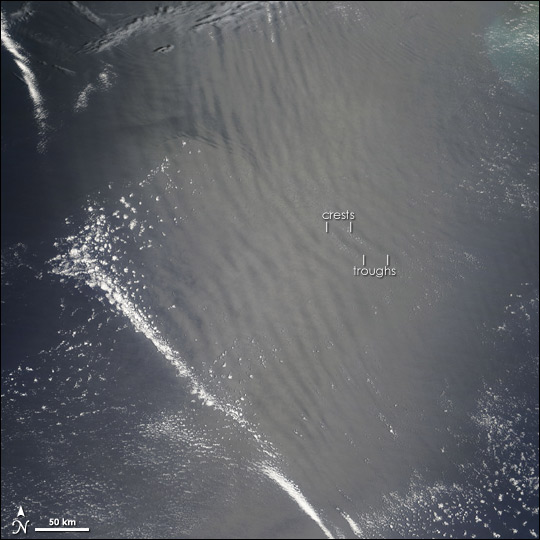
Fale grawitacyjne obserwowane z przestrzeni kosmicznej.

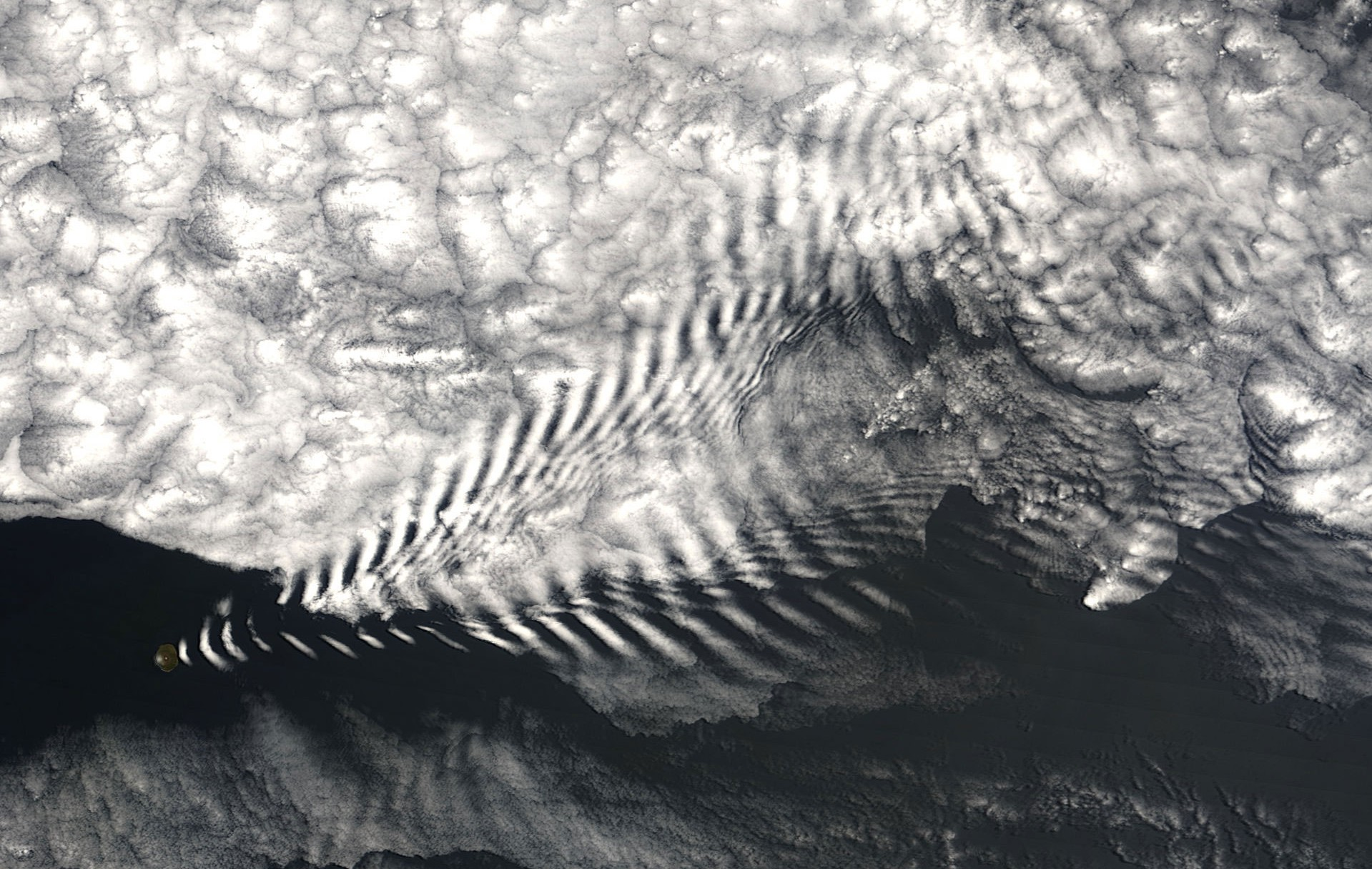
Zdjęcie satelitarne fal grawitacyjnych na zawietrznej wyspy wulkanicznej Amsterdam na Oceanie indyjskim.

Fala grawitacyjna (oscylacje wypornościowe) – w mechanice płynu jest to fala utworzona przez siły wypornościowe i siłę grawitacji w stabilnie stratyfikowanym ośrodku lub na powierzchni dwóch warstw płynu o różnej gęstości. W opisie zjawisk atmosferycznych i oceanograficznych jest to fala utworzona w stabilnie stratyfikowanym powietrzu lub wodzie, ogólnie na powierzchni pomiędzy dwoma warstwami płynu o różnych właściwościach.
Fale atmosferyczne czysto grawitacyjne mają okres oscylacji około 5-15 min. Ogólnie mówiąc, częstotliwość atmosferycznych fal grawitacyjnych zawiera się w przedziale częstotliwości Coriolisa i częstotliwości Brunta-Väisäli. Fale grawitacyjne w atmosferze mogą powstać tylko w stabilnej atmosferze, czyli wtedy kiedy temperatura potencjalna rośnie z wysokością nad powierzchnią Ziemi. Fale grawitacyjne tworzą się w atmosferze w różnych sytuacjach. Związane są m.in. z uliczkami chmur, głęboką konwekcją, stratyfikowanymi chmurami w obszarze stabilnej atmosfery.

## Teoria liniowych fal grawitacyjnych
Równania ruchu fal grawitacyjnych w przypadku dwuwymiarowego przypływu powietrza w stabilnej atmosferze przy założeniu, że powietrze jest nieściśliwe a siła Coriolisa jest mało istotna można przedstawić w postaci
{\displaystyle {\frac {\partial u}{\partial t}}+u{\frac {\partial u}{\partial x}}+w{\frac {\partial u}{\partial z}}=-{\frac {1}{\rho }}{\frac {\partial p}{\partial x}}}
{\displaystyle {\frac {\partial w}{\partial t}}+u{\frac {\partial w}{\partial x}}+w{\frac {\partial w}{\partial z}}=-{\frac {1}{\rho }}{\frac {\partial p}{\partial z}}-g}
{\displaystyle {\frac {\partial u}{\partial x}}+{\frac {\partial w}{\partial z}}=0}
{\displaystyle {\frac {db}{dz}}+wN^{2}(z)=0}
gdzie:
- u – prędkość horyzontalna,
- w – prędkość pionowa,
- p – ciśnienie,
- {\displaystyle \rho } – gęstość powietrza,
- {\displaystyle \theta } – temperatura potencjalna,
- {\displaystyle g} – przyspieszenie ziemskie.